# Valinomicina
La valinomicina è un farmaco antibiotico depsipeptidico ciclico della famiglia degli ionofori.

## Meccanismo d'azione
Agisce come ionoforo, aumentando la permeabilità della membrana plasmatica interna a ioni inorganici, è in grado di dissipare il contributo elettrico dal gradiente elettrochimico della forza motrice protonica. In questo modo, agisce da disaccoppiante della catena di trasporto degli elettroni e della sintesi di ATP da parte della ATP sintasi, in quanto diminuisce il potenziale elettrochimico, necessario a compiere lavoro per la sintesi di ATP.
Agendo come citostatico, riduce la concentrazione di potassio nel citoplasma specificatamente dei batteri Gram-positivi; agisce inoltre sulla fosforilazione ossidativa sia nei batteri aerobi, sia nelle cellule eucariotiche.